# Mihăilești
Mihăilești là một thị xã thuộc hạt Giurgiu, România. Dân số thời điểm năm 2002 là 7483 người.